# John Zimmerman
John Luther Zimmerman IV (* 26. November 1973 in Birmingham, Alabama) ist ein ehemaliger US-amerikanischer Eiskunstläufer, der im Paarlauf startete. 

## Sportliche Karriere
Er begann im Alter von drei Jahren mit dem Eislaufen. Seine erste Eiskunstlaufpartnerin war 1994 und 1995 Brie Teaboldt, von 1995 bis 1998 trat er mit Stephanie Stiegler an. 1997 gewann er mit ihr die Bronzemedaille bei den US-Meisterschaften und bestritt daher wenig später seine erste Weltmeisterschaft, die er mit Stiegler auf dem 15. Platz beendete. Trainer der beiden war Peter Oppegard.

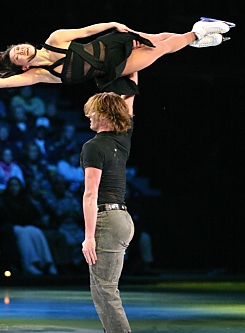
Zimmerman und Ina 2003 bei Stars on Ice

Ab 1998 wurde Kyoko Ina Zimmermans Partnerin. Sie trainierten bei Tamara Moskwina und ihrem Ehemann Igor Moskwin in Hackensack, New Jersey. In den Jahren 2000 bis 2002 wurden Zimmerman und Ina US-Meister im Paarlauf. 2000 gewannen sie die Silbermedaille bei den Vier-Kontinente-Meisterschaften und 2001 die Bronzemedaille. Ihr größter Erfolg war der Gewinn der Bronzemedaille bei der Weltmeisterschaft 2002 in Nagano. Die Olympischen Spiele 2002 in Salt Lake City beendete das Paar auf dem fünften Platz. 2003 wechselten Zimmerman und Ina zu den Profis und liefen bei der Eisrevue Stars on Ice.

## Karriere als Trainer
Gemeinsam mit der früheren italienischen Einzelläuferin Silvia Fontana, mit der er verheiratet ist, arbeitet Zimmerman als Trainer. Sie trainierten zunächst Coral Springs, Florida unter anderem das junge amerikanische Paar Haven Denney und Brandon Frazier. Später trainierte Zimmerman in Tampa das erfolgreiche französische Paar Vanessa James/Morgan Ciprès, das sechsmal die französischen Meisterschaften, 2018 eine Bronzemedaille bei den Weltmeisterschaften und 2019 die Europameisterschaften gewann und zweimal Frankreich bei den Olympischen Winterspielen vertrat.
Im Dezember 2020 begann eine Untersuchung durch das United States Center for SafeSport zu Zimmermans und Fontanas Rolle bei der Vertuschung der sexuellen Belästigung einer 13-jährigen Eiskunstläuferin durch Morgan Ciprès. Der Familie des Mädchens zufolge hatten Zimmerman und Fontana das Mädchen durch Opferbeschuldigung und Drohungen zum Schweigen gebracht und die Familie eingeschüchtert, um Ciprès’ Karriere zu bewahren. Als Ergebnis der Untersuchung wurde Zimmerman für zwei Jahre von allen Veranstaltungen des US-amerikanischen Eislaufverbands U.S. Figure Skating sowie des Olympischen und Paralympischen Komitees der USA ausgeschlossen und erhielt Hausverbot in allen von diesen Organisationen betriebenen Einrichtungen.
Über diese Zeit hinweg blieben Zimmerman und Fontana als Trainingsteam tätig. Im Einzellauf trainieren sie Kévin Aymoz und Maé-Bérénice Méité. Als Choreograf war Zimmerman unter anderem für das österreichische Paar Miriam Ziegler/Severin Kiefer tätig.

## Ergebnisse

### Paarlauf
(1995 mit Brie Teaboldt, 1996 und 1997 mit Stephanie Stiegler, ab 1998 mit Kyoko Ina)
| Wettbewerb / Jahr                | 1995 | 1996 | 1997 | 1998 | 1999 | 2000 | 2001 | 2002 |
| -------------------------------- | ---- | ---- | ---- | ---- | ---- | ---- | ---- | ---- |
| Olympische Winterspiele          |      |      |      |      |      |      |      | 5.   |
| Weltmeisterschaften              |      |      | 15.  |      | 9.   | 7.   | 7.   | 3.   |
| Vier-Kontinente-Meisterschaften  |      |      |      |      |      | 2.   | 3.   |      |
| US-amerikanische Meisterschaften | 12.  | 4.   | 3.   |      | 2.   | 1.   | 1.   | 1.   |